# Чуркин, Алексей Геннадьевич
Алексей Чуркин (родился 2 июля 1998 года) — российский паралимпийский спортсмен, специализирующийся на толкании ядра и метании булавы.

## Карьера
Чуркин представлял спортсменов Паралимпийского комитета России на летних Паралимпийских играх 2020 года в толкании ядра F32 и завоевал серебряную медаль.
На Паралимпиаде 2024 в Париже Алексей выступал под нейтральным флагом в дисциплинах толкание ядра F32 и метание булавы F32 и завоевал серебряную и золотую медали соответственно.